# 松田康生
松田 康生（まつだ やすお、1970年生まれ）は、日本の金融アナリスト。楽天ウォレット株式会社のシニアアナリストを務める。

## 経歴
東京大学経済学部にて、国際通貨体制を専攻する。ブレトン・ウッズ体制やドル円相場の歴史、戦前から戦後にかけての為替制度の変遷について学んだ。卒業後は、三菱UFJ銀行およびドイツ銀行グループにおいて、為替および債券のセールス・トレーディング業務に従事。
2018年より暗号資産交換業者にて、暗号資産市場の分析および予測業務を担当。2022年1月より楽天ウォレット株式会社のシニアアナリストに就任。

## 活動
2021年には、ビットコインの年間高値を800万円、年末価格を500万円と予測し、的中させたことで注目を集めた。暗号資産に関する市場分析を中心に執筆活動を行い、各種メディアやセミナーを通じた情報発信も行っている。
主な寄稿先は「トウシル」や「みんかぶ 暗号資産」など。楽天ウォレットの公式YouTubeチャンネルやX（旧・Twitter）アカウントを通じて最新市況や解説を発信している。
YouTubeの「PIVOT 公式チャンネル」にも出演することがある。
2025年4月と10月にビットコイン価格が3500万円に達するという予測を立てているが、4月については予測は外れた。